# Pterolobium integrum
Pterolobium integrum là một loài thực vật có hoa trong họ Đậu. Loài này được Craib miêu tả khoa học đầu tiên.